# Melanie Margalis
Melanie Margalis (30 dicembre 1991) è una nuotatrice statunitense, vincitrice di una medaglia d'oro ai Giochi olimpici di Rio de Janeiro 2016.

## Palmarès
- Giochi olimpici

Rio de Janeiro 2016: oro nella 4x200m sl.
- Mondiali

Budapest 2017: oro nella 4x200m sl.
Gwangju 2019: oro nella 4x100m misti e argento nella 4x200m sl.
- Mondiali in vasca corta

Doha 2014: bronzo nei 200m misti.
Hangzhou 2018: oro nella 4x100m misti, argento nei 200m misti, nei 400m misti e nella 4x200m sl.
Abu Dhabi 2021: argento nella 4x200m sl e bronzo nei 200m misti.
- Campionati panpacifici

Tokyo 2018: argento nei 400m misti.
- Universiade

Kazan 2013: bronzo nei 200 m misti.
Gwangju 2015: oro nella 4x200m sl e bronzo nei 200 m misti.

## International Swimming League
| Stagione 2019 | Stagione 2020 |
| ------------- | ------------- |
| Cali Condors  | Cali Condors  |